# أنطونيو باولا
أنطونيو باولا (بالبرتغالية: António Manuel Louro Paula‏) (14 أغسطس 1937 في إيطاليا - ) هو لاعب كرة قدم برتغالي في مركز الدفاع. شارك مع منتخب البرتغال لكرة القدم. أما مع النوادي، فقد لعب مع أتليتيكو كلوب دي برتغال ونادي بنفيكا ونادي بورتو وS.L. Benfica B ‏.

## مسيرته الكروية
لعب أنطونيو باولا خلال مسيرته الاحترافية مع 3 أندية في تسعة مواسم وسجل خلالها هدفًا واحدًا ضمن 122 مباراة. ولم يفز بأي موسم بالكأس وفاز في موسم واحد بالدوري.
خاض أنطونيو باولا مسيرته مع نادي بورتو في موسم 1959–60 ليلعب معه سبعة مواسم، مشاركًا في 120 مباراة سجل خلالها هدفًا واحدًا. ثم انتقل إلى نادي بنفيكا في موسم 1966–67 لمدة موسم واحد، حيث لم يشارك في أي مباراة ولم يسجل أي هدف. لينتقل بعدها إلى نادي أتليتيكو كلوب دي برتغال في موسم 1968–69 لمدة موسم واحد، مشاركًا في مباراتين ولم يسجل أي هدف أيضًا.

## وصلات خارجية
- أنطونيو باولا على موقع قاعدة بيانات كرة القدم.إي يو (الإنجليزية)
- أنطونيو باولا على موقع ناشيونال فوتبول تيمز (الإنجليزية)
- أنطونيو باولا على موقع عالم كرة القدم.نت (الإنجليزية)